# Азиз, Мехмет
Мехмет Азиз (24 сентября 1893, Ларнака — 17 июня 1991, Северная Никосия) ― кипрский врач турецкого происхождения. Был главным санитарным инспектором британского колониального правительства Кипра. Известен тем, что полностью искоренил малярию на Кипре. За это достижение награждён Орденом Британской империи в 1950 году.
Согласно лондонской газете «The Times», трехлетний проект по искоренению малярии на Кипре был в «значительной степени осуществлен самими киприотами под умелой организацией Мехмеда Азиза, главного санитарного инспектора острова, который учился у сэра Рональда Росса».

## Биография
Жители Кипра страдали от болезни малярией. В 1913 году на остров прибыл шотландский врач Рональд Росс, который установил связь между болезнью и комаром анофелес. Это позволило начать широкомасштабную борьбу с этой болезнью.
Росс взял молодого врача Азиза в качестве своего помощника. Однако первые попытки ликвидировать малярию на Кипре провалились из-за нехватки средств. Только в 1946 году, после изучения опыта борьбы с болезнью в Египте, Азиз, который в том году работал главным санитарным инспектором Кипра, получил грант от Фонда колониального развития на уничтожение комара анофелес на Кипре.
Азиз и его команда разделили весь остров на 556 секторов. Каждый сектор должен был пройти один санитарный врач в течение 12 дней. Кампания по искоренению малярии началась на полуострове Карпас и переместилась на запад. За всё это время весь транспорт, движущийся из «нечистых» в «чистые» районы острова, должен был опрыскиваться инсектицидами. Работая методично, метр за метром, врачи опрыскивали каждый участок стоячей воды.
Полная ликвидация малярии на острове заняла чуть более трех лет и в феврале 1950 года Кипр стал первой в мире страной, свободной от малярии.
Издание Американской медицинской ассоциации писала, что Азиза на Кипре называли «великим освободителем» и сравнивали со Святым Патриком за избавление его родной земли от «вредителя, гораздо более коварного, чем змеи». Это издание приводит слова самого Азиза:
«Я вырос в деревне, где санитарные условия были плохими. Умерло много молодых людей, которые, если бы условия были лучше, остались бы жить. Если в ходе моей службы я сделал что-то для улучшения и благосостояния моей страны, это величайшее удовлетворение, которое я испытываю».
Умер в 1991 году в северной Никосии.

## Личная жизнь
Был женат на Хифсийе. Среди их дочерей — Тюркан Азиз, которая стала первой главной медсестрой на острове, и Камран Азиз, которая была первой женщиной-композитором и фармацевтом из числа киприотов-турок.

## Награды и звания
- Орден Британской империи (1950)